# 존 하킨스
존 하킨스(John Raymond Harkins, 1932년 9월 7일 ~ 1999년 3월 5일)는 미국의 배우, 연극 배우, 텔레비전 배우이다.
세인트루이스에서 태어났다.

## 영화
- 린드버그 유괴사건 (1996년)
- 비밀 수색 작전 (1992년)
- 백주의 탈출 (1991년)
- 램페이지 (1987년)
- 페널티 페이즈 (1986년)
- 버디 (1984년) - 웨이스 M.D. 역
- 돌아온 0011 나폴레옹 솔로 (1983년)
- 아미티빌 3 (1983년)
- 톰 소여와 허클베리 핀 (1982년)
- 사랑의 시간 (1982년) - 아놀드 스틸맨 역
- 칼리의 아들 (1981년)
- 폴뉴먼의 선택 (1981년)
- 이혼 연습 (1980년)
- 치버 이야기: 5시 48분 (1979년)
- 모정 (1979년)
- 달라스 (1978년)
- 아카풀코 골드 (1976년)
- 사랑의 화원 (1976년)
- 파피 (1969년)
- 타이거 메이크 아웃 (1967년) - 레오 역
- 세 자매 (1966년)